# Mestoklema
Mestoklema (лат.) — род суккулентных растений семейства Аизовые (Aizoaceae), подсемейства Ruschioideae, произрастающий на территории Намибии и Южно-Африканской Республики (Капская провинция и Фри-Стейт).

## Название
Родовое латинское (научное) название Mestoklema происходит от греческих слов mestos — «полный», и klema — «небольшая ветвь», ввиду обильного ветвления представителей рода.
Из-за отсутствия официального русскоязычного названия рода в авторитетных источниках, вероятное произношение на русском языке может быть сформировано как «Местоклема».

## Ботаническое описание
Представители рода — густо разветвленные кустарники, достигающие высоты до 1 м. У них имеются крупные клубневидные запасные корни. Веточки, когда высыхают, становятся бледными и немного шероховатыми. Листья супротивные, их форма может быть от треугольной до подтертой. У старых листьев в пазухах часто образуются пучки, которые при падении листьев могут оставить зубчатые выступы.
Цветки мелкие, размещаются на цветоножках, образуя богатое дихазиальное соцветие. Чашелистиков 5. Лепестки располагаются в одном ряду, они линейные и могут быть желтыми, оранжевыми, лососевыми, либо варьировать от розовых до пурпурных, иногда встречаются белые цветки. Количество тычинок большое, внутренние из них имеют сосочковую структуру; стаминодии располагаются коническими группами. Нектарник окружен зубчатым кольцом. Завязь находится на полунижнем уровне, она может быть конической или выпуклой. Плод — 5-гнездная коробочка, структурно напоминающая плоды растений рода Drosanthemum. Семена имеют яйцевидную форму, гладкую поверхность и коричневый цвет.

## Таксономия
Mestoklema N.E.Br. ex Glen, первое упоминание в Bothalia 13: 454. (1981).

### Виды
Согласно данным сайта WFO Plantlist на июнь 2023 года, род состоит из 6 видов:
- Mestoklema albanicum N.E.Br. ex Glen
- Mestoklema arboriforme (Burch.) N.E.Br. ex Glen
- Mestoklema copiosum N.E.Br. ex Glen
- Mestoklema elatum N.E.Br. ex Glen
- Mestoklema illepidum N.E.Br. ex Glen
- Mestoklema tuberosum (L.) N.E.Br. ex Glen